# Xenochlora ochrosterna
Xenochlora ochrosterna är en biart som beskrevs av Engel, Brooks och Yanega 1997. Xenochlora ochrosterna ingår i släktet Xenochlora och familjen vägbin. Inga underarter finns listade i Catalogue of Life.